# 水香薷
水香薷（学名：Elsholtzia kachinensis）为唇形科香薷属下的一个种。

## 扩展阅读
- 維基物種上的相關：水香薷